# GSEオールシェア指数
GSEオールシェア指数（GSE All-Share Index）はガーナ証券取引所の代表的な株価指数。

## 採用銘柄
| シンボル       | 企業                                                                  | 備考 (製品)                                |
| AADs           | アングロゴールド・アシャンティ                                        | 金の採掘                                   |
| ACI            | アフリカン・チャンピオン・インダストリーズ                            | 製紙                                       |
| ABL            | アクラ・ブリュワリー・カンパニー                                      | 醸造                                       |
| AGA            | アングロゴールド・アシャンティ                                        | 金の採掘                                   |
| ALW            | アルワークス                                                          | アルミニウムの精製とアルミニウム製品の製造 |
| AYRTN          | エアートン・ドラッグス                                                | 製薬                                       |
| BOPP           | ベンソ・オイル・パーム・プランテーション                              | パームオイルの製造                         |
| CAL            | CALバンク                                                             | 金融                                       |
| CLYD           | クライドストーン・ガーナ                                              | IT                                         |
| CMLT           | キャメロット・ガーナ                                                  | 印刷                                       |
| CPC            | ココア・プロセッシング・カンパニー                                    | カカオの精製とカカオ製品の製造、卸売、輸出 |
| EBG            | エコバンク・ガーナ (エコバンク)                                       | 金融                                       |
| EGL            | エンタープライズ・インシュランス                                      | 損害保険                                   |
| ETI            | エコバンク・トランスナショナル (エコバンク)                           | 金融                                       |
| FML            | ファンミルク                                                          | アイスクリームの製造                       |
| GCB            | ガーナ・コマーシャル・バンク                                          | 金融                                       |
| GGBL           | ギネス・ガーナ・ブリュワリーズ                                        | 醸造                                       |
| GOIL           | ガーナ・オイル・カンパニー                                            | 石油関連                                   |
| GSR            | ゴールデン・スター・リソーセズ                                        | 金鉱開発、採掘                             |
| GWEB           | ゴールデンウェブ                                                      | 食用油                                     |
| HFC            | ホーム・ファイナンス・カンパニー                                      | 金融                                       |
| MLC            | メカニカル・ロイド                                                    | 自動車販売                                 |
| PBC            | プロデュース・バイイング・カンパニー                                  | カカオの買い付け、貯蔵、卸                 |
| PKL            | パイオニア・キッチンウェア                                            | キッチン専門のアルミ器具、アルミ製品の製造 |
| PZC            | PZカッソンズ・ガーナ (PZカッソンズ)                                   | 薬用クリーム、美容製品の製造               |
| SCB            | スタンダードチャータードバンク・ガーナ (スタンダードチャータード銀行) | 金融                                       |
| SCB PREF       | スタンダードチャータードバンク・ガーナ (スタンダードチャータード銀行) | 金融                                       |
| SG-SSB         | SG-SSB                                                                | 金融                                       |
| SIC            | SICインシュランス・カンパニー                                         | 保険                                       |
| SPL            | スターウィン・プロダクツ                                              | 製薬                                       |
| SWL            | サム・ウード                                                          | 出版、印刷                                 |
| TBL (ガンビア) | トラストバンク                                                        | 金融                                       |
| TLW            | トゥローオイル                                                        | 油田開発                                   |
| TOTAL          | トタル・ペトローリアム・ガーナ (トタル)                               | ガソリンスタンド                           |
| TRANSOL        | トランソル・ソリューションズ・ガーナ                                  | 請求書代行、ATMサービス、プリペイドカード  |
| UNIL           | ユニリーバ・ガーナ (ユニリーバ)                                       | 日用品製造                                 |
| UTB            | UTバンク                                                              | 金融                                       |